# ستيفانو بينسي
ستيفانو بينسي (بالفرنسية: Stefano Bensi)‏ (11 أغسطس 1988 في لوكسمبورغ - ) هو لاعب كرة قدم لوكسمبورغي في مركز الهجوم. شارك مع منتخب لوكسمبورغ تحت 21 سنة لكرة القدم ومنتخب لوكسمبورغ لكرة القدم. أما مع النوادي، فقد لعب مع إف91 دوديلانج ونادي فولا إيش وK.M.S.K. Deinze ‏ وUS Rumelange ‏.

## وصلات خارجية
- ستيفانو بينسي على موقع الاتحاد الدولي (مؤرشف)  (الإنجليزية)
- ستيفانو بينسي على موقع الاتحاد الأوربي (الإنجليزية)
- ستيفانو بينسي على موقع قاعدة بيانات كرة القدم.إي يو (الإنجليزية)
- ستيفانو بينسي على موقع ناشيونال فوتبول تيمز (الإنجليزية)
- ستيفانو بينسي على موقع Soccerway.com (الإنجليزية)
- ستيفانو بينسي على موقع عالم كرة القدم.نت (الإنجليزية)
- ستيفانو بينسي على موقع AS.com (الإسبانية)